# Sandro Abate Five Soccer
L'Associazione Sportiva Dilettantistica Sandro Abate Five Soccer è una squadra italiana di calcio a 5, con sede a Mercogliano, in provincia di Avellino.  

## Storia

### Dalle origini alla promozione in A2
La società viene fondata nel 2015 da Massimo Abate in ricordo del padre Sandro, industriale e imprenditore di Avellino, deceduto prematuramente nel 2012. Dopo aver conquistato due promozioni consecutive, vincendo nella prima stagione i play-off di Serie D e in quella seguente il proprio di girone di Serie C2, nell'estate del 2017 la società acquista il titolo sportivo del Saviano. Grazie a ciò, la squadra ottiene il diritto di partecipare al campionato nazionale di Serie B, saltando la Serie C1. Nel biennio successivo, la società irpina compie investimenti importanti per assemblare una rosa capace di lottare per la promozione. Nella stagione 2017-18 la Sandro Abate giunge seconda nel girone G di Serie B, alle spalle della corazzata Marigliano. La vittoria dei play-off proietta ugualmente la squadra in Serie A2. 

### La promozione in Serie A e le prime stagioni in massima serie
La stagione successiva il copione si ripete: dopo un lungo testa a testa con il C.M.B., nel finale di campionato la squadra di Alessandro Nuccorini cede il battistrada ai lucani, festeggiando la promozione nella massima serie solamente al termine dei play-off. La stagione è impreziosita dalla vittoria della Coppa Italia di Serie A2 e dal raggiungimento dei quarti di finale della Coppa della Divisione.
La stagione 2019-2020 è la prima storica in Serie A. La squadra parte con Ivan Oranges in panchina, che verrà esonerato dopo poche giornate per far posto al brasiliano Marcelo Batista. Uno storico girone di andata, concluso al terzo posto, regala le qualificazioni alle Final Eight di Coppa Italia. A causa dell'avvento della pandemia di COVID-19 del 2020 il campionato e le altre competizioni vengono sospese alla vigilia della trasferta di Pesaro; gli irpini termineranno così la loro prima stagione in massima serie al sesto posto.

### Gli anni 2020
In piena emergenza Covid-19, a campionato ancora non ufficialmente interrotto, la Sandro Abate avvia l'opera di programmazione per la nuova stagione. Ad Andrea Candeloro , ex Prato, viene affidato il ruolo di diesse, mentre viene confermato Marcelo Batista in panchina. Arrivano così i primi acquisti come Thiago Perez dal Meta Catania, Bagatini dalla Feldi Eboli, Edu Villalva  dall'Aniene, Manoel Crema dall'Halle-Gooik e “Duda” DalCin dal Meta Catania. Vengono confermati il capitano Massimo Abate, il portiere Vitiello, gli italiani Iandolo e Testa e anche i brasiliani Andrè Fantecele e Kakà. Gli ultimi acquisti in ordine temporale arrivano nel luglio 2020 con l’ingaggio del capitano della Nazionale Italiana di Futsal Marco Ercolessi e del brasiliano, ex AcquaeSapone e Real Rieti, Douglas Nicolodi.
Agli inizi di agosto il tecnico Batista si dimette per problemi personali e lascia la guida della squadra; Dopo alcuni giorni verrà sostituito dal tecnico argentino Fabián López. L’avventura del tecnico ex Arzignano, però, dura poco: dopo il clamoroso ko esterno contro la Colormax Pescara, viene sollevato dall’incarico. La società dopo pochi giorni scioglie le riserva e richiama Marcelo Batista in panchina.
A partire da questa stagione la Sandro Abate torna a giocare in Irpinia, dopo aver giocato a Cercola, nel napoletano, nella stagione precedente, a causa della mancanza di strutture idonee ad ospitare il campionato di Serie A nella provincia avellinese: grazie all'accordo trovato con il comune di Avellino, la società neroverde viene ospitata presso il PalaDelMauro della città capoluogo, già casa della Scandone Avellino,  che viene interessato da alcuni lavori per renderlo idoneo ad ospitare il campionato di massima serie.
Alla fine della stagione regolare, la squadra si piazza al sesto posto, mentre ai play-off si ferma ai quarti di finale contro il Came Dosson. In Coppa Italia il percorso della Sandro Abate, dopo aver superato il turno preliminare contro l'Aniene, si interrompe ai quarti di finale contro la Feldi Eboli.

## Cronistoria
| Cronistoria della Sandro Abate Five Soccer |
| --- |
| - 2015 · Fondazione della Sandro Abate Five Soccer. - 2015-16 · 2ª nel girone D di Serie D Campania. Promossa in Serie C2. Vince i play-off promozione. - 2016-17 · 1ª nel girone C di Serie C2 Campania. Promossa in Serie C1. - 2017 · Rileva il titolo sportivo del Saviano Città del Carnevale C5. - 2017-18 · 2ª nel girone G di Serie B. Promossa in Serie A2. Vince i play-off promozione. 1º turno di Coppa Italia di Serie B. 3º turno di Coppa della Divisione. - 2018-19 · 2ª nel girone C di Serie A2. Promossa in Serie A. Vince i play-off promozione. Vince la Coppa Italia di Serie A2 (1º titolo). Quarti di finale di Coppa della Divisione. - 2019-20 · 6ª in Serie A. 2º turno di Coppa della Divisione. - 2020-21 · 6ª in Serie A. Quarti di finale play-off scudetto. Quarti di finale di Coppa Italia. - 2021-22 · 5ª in Serie A. Quarti di finale play-off scudetto. - 2022-23 · 5ª in Serie A. Quarti di finale play-off scudetto. 2º turno di Coppa Italia. Sedicesimi di finale di Coppa della Divisione. - 2023-24 · 7ª in Serie A. Quarti di finale play-off scudetto. 1º turno di Coppa Italia. 1º turno di Coppa della Divisione. - 2024-25 · 8ª in Serie A. Quarti di finale play-off scudetto. Quarti di finale di Coppa Italia. Sedicesimi di finale di Coppa della Divisione. |

## Partecipazione ai campionati
| Livello | Categoria | Partecipazioni | Debutto   | Ultima stagione |
| ------- | --------- | -------------- | --------- | --------------- |
| 1°      | Serie A   | 5              | 2019-2020 | 2023-2024       |
| 2°      | Serie A2  | 1              | 2018-2019 | 2018-2019       |
| 3°      | Serie B   | 1              | 2017-2018 | 2017-2018       |
| 4º      | Serie C1  | 0              | -         | -               |
| 5º      | Serie C2  | 1              | 2016-2017 | 2016-2017       |
| 6º      | Serie D   | 1              | 2015-2016 | 2015-2016       |

## Palmarès

### Competizioni nazionali
- Coppa Italia di Serie A2: 1
  - 2018-19

### Competizioni regionali
- Campionato di Serie C2: 1
  - 2016-17 Girone C

## Organico

### Rosa 2024-2025
| N° | Naz.                                   | Ruolo | Sportivo           | Anno |  |  |
| -- | -------------------------------------- | ----- | ------------------ | ---- |  |  |
| 10 | Italia (bandiera)                      | PIV   | Massimo Abate      |      |  |  |
| 1  | Italia (bandiera)                      | POR   | Raffaele Vitiello  |      |  |  |
| 11 | Brasile (bandiera) · Italia (bandiera) | PIV   | Guilherme Gaio     |      |  |  |
| 23 | Spagna (bandiera)                      | DIF   | Josema             |      |  |  |
| 12 | Italia (bandiera)                      | POR   | Gianluca Parisi    |      |  |  |
| 13 | Brasile (bandiera)                     | LAT   | Miguel Kenji       |      |  |  |
| 16 | Italia (bandiera)                      | LAT   | Antonio Di Luccio  |      |  |  |
| 14 | Italia (bandiera)                      | LAT   | Lorenzo Castaldo   |      |  |  |
| 19 | Marocco (bandiera)                     | PIV   | Mohabz             |      |  |  |
| 7  | Italia (bandiera)                      | LAT   | Giuseppe Lavrendi  |      |  |  |
| 3  | Italia (bandiera)                      | LAT   | Luigi Genovese     |      |  |  |
| 77 | Brasile (bandiera)                     | LAT   | Thierry Henry      |      |  |  |
| 9  | Italia (bandiera)                      | LAT   | Gennaro Galletto   |      |  |  |
| 17 | Italia (bandiera)                      | LAT   | Dario Giannattasio |      |  |  |

### Staff Tecnico
- Piero Basile - Allenatore
- Vinicio Comella - Allenatore in seconda
- Alessandro Lonero - Responsabile Performance
- Giuseppe Sarro - Preparatore atletico
- Raffaele Vitiello - Preparatore dei portieri
- Antonio Ferraro – Team manager
- Alessio Sullo – Medico Sociale
- Marco Criscitiello – Fisioterapista
- Manuel Papa - Massoterapista